# Liste der Stolpersteine in Bad Zwesten
Die Liste der Stolpersteine in Bad Zwesten enthält die Stolpersteine, die im Rahmen des gleichnamigen Kunst-Projekts von Gunter Demnig in Bad Zwesten verlegt wurden. Mit ihnen soll an die Opfer des Nationalsozialismus erinnert werden, die in Bad Zwesten lebten und wirkten.

## Liste der Stolpersteine
| Name                   | Adresse           | Bild                                    | Inschrift | Verlegedatum | Biografie und Anmerkungen |
| ---------------------- | ----------------- | --------------------------------------- | --- | ------------ | ------------------------- |
| David Hirschberg       | Gartenstraße 1 ·  | Stolperstein für David Hirschberg       | Hier wohnte David Hirschberg Jg. 1883 deportiert 1941 ermordet in Riga                                                       |              |                           |
| Klara Hirschberg       | Gartenstraße 1 ·  | Stolperstein für Klara Hirschberg       | Hier wohnte Klara Hirschberg geb. Vogel Jg. 1894 deportiert 1941 ermordet in Riga                                            |              |                           |
| Ruth Hirschberg        | Gartenstraße 1 ·  | Stolperstein für Ruth Hirschberg        | Hier wohnte Ruth Hirschberg Jg. 1920 deportiert 1941 ermordet in Riga                                                        |              |                           |
| Ludwig Hirschberg      | Gartenstraße 1 ·  | Stolperstein für Ludwig Hirschberg      | Hier wohnte Ludwig Hirschberg Jg. 1921 deportiert 1941 ermordet in Riga                                                      |              |                           |
| Aron Jungheim          | Hauptstraße 6 ·   | Stolperstein für Aron Jungheim          | Hier wohnte Aron Jungheim Jg. 1887 deportiert 1942 Majdanek ? für tot erklärt                                                |              |                           |
| Julie Jungheim         | Hauptstraße 6 ·   | Stolperstein für Julie Jungheim         | Hier wohnte Julie Jungheim geb. Plauth Jg. 1894 deportiert 1942 Majdanek ? für tot erklärt                                   |              |                           |
| Rosa Jungheim          | Hauptstraße 6 ·   | Stolperstein für Rosa Jungheim          | Hier wohnte Rosa Jungheim Jg. 1898 deportiert 1942 Majdanek ? für tot erklärt                                                |              |                           |
| Marianne Jungheim      | Hauptstraße 6 ·   | Stolperstein für Marianne Jungheim      | Hier wohnte Marianne Jungheim Jg. 1926 Flucht - England überlebt                                                             |              |                           |
| Rosa Erna Jungheim     | Hauptstraße 6 ·   | Stolperstein für Rosa Erna Jungheim     | Hier wohnte Rosa Erna Jungheim Jg. 1927 Flucht England überlebt                                                              |              |                           |
| Liesel Brager          | Hauptstraße 8 ·   | Stolperstein für Liesel Brager          | Hier wohnte Liesel Brager geb. Hirschberg Jg. 1914 deportiert 1941 Minsk ermordet                                            |              |                           |
| Simon 'Suss'Spier      | Hinterstraße 12 · | Stolperstein für Simon 'Suss' Spier     | Hier wohnte Simon 'Suss' Spier Jg. 1863 deportiert ermordet KZ Maly Trostiniec                                               |              |                           |
| Amalie Spier           | Hinterstraße 12 · | Stolperstein für Amalie Spier           | Hier wohnte Amalie Spier geb. Rosenberg Jg. 1861 deportiert Theresienstadt ermordet 13.9.1942                                |              |                           |
| Gustav Spier           | Hinterstraße 12 · | Stolperstein für Gustav Spier           | Hier wohnte Gustav Spier Jg. 1892 deportiert Riga ermordet 23.4.1941                                                         |              |                           |
| Joseph Hirschberg      | Kleine Gasse 2 ·  | Stolperstein für Joseph Hirschberg      | Hier wohnte Joseph Hirschberg Jg. 1862 Flucht 1935 überlebt                                                                  |              |                           |
| Berta Hirschberg       | Kleine Gasse 2 ·  | Stolperstein für Berta Hirschberg       | Hier wohnte Berta Hirschberg Jg. 1872 Flucht 1935 überlebt                                                                   |              |                           |
| Seligmann Hirschberg   | Kleine Gasse 2 ·  | Stolperstein für Seligmann Hirschberg   | Hier wohnte Seligmann Hirschberg Jg. 1894 deportiert Auschwitz ermordet 1944                                                 |              |                           |
| Julius-Hans Hirschberg | Kleine Gasse 2 ·  | Stolperstein für Julius-Hans Hirschberg | Hier wohnte Julius-Hans Hirschberg Jg. 1905 Flucht Holland deportiert Auschwitz ermordet 1944                                |              |                           |
| Gertrud Baruch         | Kleine Gasse 2 ·  | Stolperstein für Gertrud Baruch         | Hier wohnte Gertrud Baruch geb. Hirschberg Jg. 1909 deportiert Minsk ? für tot erklärt                                       |              |                           |
| Markus Stern           | Querstraße 1 ·    | Stolperstein für Markus Stern           | Hier wohnte Markus Stern Jg. 1855 Opfer des Pogroms 1938 gedemütigt/entrechtet Heimatort verlassen 1938 Kassel tot 5.10.1940 |              |                           |
| Henriette Stern        | Querstraße 1 ·    | Stolperstein für Henriette Stern        | Hier wohnte Henriette Stern geb. Lorge Jg. 1860 Opfer des Pogroms 1938 gedemütigt/entrechtet tot an den Folgen 9.12.1938     |              |                           |
| Hermann Levi           | Schulstraße 1 ·   | Stolperstein für Hermann Levi           | Hier wohnte Hermann Levi Jg. 1905 deportiert 1941 Riga ermordet 1944 Stutthof                                                |              |                           |
| Johanna Levi           | Schulstraße 1 ·   | Stolperstein für Johanna Levi           | Hier wohnte Johanna Levi geb. Hirschberg Jg. 1909 deportiert 1941 Riga ermordet 1944 Stutthof                                |              |                           |